# Anne Tremko
Anne Marie Tremko (ur. 28 lutego 1968 w Urbana) – amerykańska aktorka.
Występowała w roli Leslie Burke z serialu młodzieżowego NBC - Byle do dzwonka: Lata w college’u. Wcześniej wystąpiła w takich serialach jak: Potyczki Amy, Plaże Malibu i wielu innych.

## Filmografia
- 2003: Potyczki Amy jako Susan Ordonez (gościnnie)
- 2002: Bez pardonu jako panna Howell (gościnnie)
- 1998: Lekarze z Los Angeles jako Sally Crowell (gościnnie)
- 1998: Szpital Dobrej Nadziei jako Laura Turner (gościnnie)
- 1998: Belfer z klasą jako Thea
- 1997: Prawdziwe kobiety jako Matilda Lockhart
- 1996: Plaże Malibu jako Megan (2 odcinki)
- 1995: Skrzydła jako Jessica
- 1993-1994: Byle do dzwonka: Lata w college’u jako Leslie Burke

i inni